# Lipochrome
Lipochrome (griechisch: lipos=Fett, chroma=Farbe) sind fettlösliche gelbe bis rote Pflanzenfarbstoffe. Sie sind löslich in Diethylether und enthalten eine größere Anzahl Doppelbindungen.
Die wichtigste Gruppe in natürlichen Lipiden sind die Carotinoide (z. B. Betakarotin und Lycopin) und Xanthophylle. Sie werden mit der Nahrung aufgenommen und im Körperfett gelöst. Die Gelbfärbung des Körperfettgewebes hängt vom Lipochromgehalt der Nahrung ab. Der Begriff wurde 1882 von Carl Friedrich Wilhelm Krukenberg vorgeschlagen.
Eine grünliche Färbung von Ölen eines Fetts stammt von Chlorophyll.
Erst ab neun bis elf konjugierten Doppelbindungen kann eine Verbindung farblich wahrgenommen werden.
Das bekannteste Lipochrom ist Carotin. Es kommt in Butter sowie Möhren vor.